# Ludwig Gerhard
Ludwig Gerhard (* um 1680 in Friedland (Mecklenburg); † 1738 in Altona) war ein deutscher lutherischer Theologe und Lehrer.

## Leben
Ludwig Gerhard war der Sohn des aus Glückstadt an der Elbe stammenden Friedländer Pastors Ludwig Gerhard (gest. 1690) und dessen Ehefrau Elisabeth, geb. Pistorius, Pastorentochter aus Friedland.
Gerhard, der zuvor wahrscheinlich die Gelehrtenschule seiner Heimatstadt besucht und dort die Hochschulreife erlangt hatte, immatrikulierte sich 1701 als Student der Theologie an der Universität Rostock, erlangte dort 1702 den Magister der Philosophie  und wurde einen Monat später in die philosophische Fakultät rezipiert. 1709 wurde er Rektor der Domschule in Ratzeburg, aus der 1845 die heutige Lauenburgische Gelehrtenschule hervorging. Ein Streit mit dem Domprediger und Propst des Ratzeburger Domkapitels Gottfried Kohlreif führte 1712 zu seiner Versetzung an die Stadtschule Strelitz, wo er allerdings auch nicht sesshaft wurde. 1715 wurde er Privatdozent in Rostock. 1718 führte eine pietistische Weihnachtspredigt in der Rostocker Jakobikirche, die er in Vertretung des erkrankten Pastors hielt, zu Aufsehen und brachten ihn in Konflikt mit dem lutherisch orthodoxen Geistlichen Ministerium der Stadt. Das Geistliche Ministerium schaffte es, seine private Vorlesungstätigkeit in Rostock zu unterbinden, so dass er seine materiellen Existenzgrundlage verlor.
In der Hoffnung auf die Rektorenstelle in Schwerin zog er zunächst mit seiner Ehefrau in deren Heimatstadt Parchim. Von dort aus verteidigte er seine theologischen Überzeugungen mit der 1727 im Druck erschienenen Veröffentlichung Systema Apokatastaseos. Ein vollständiger Lehr-Begriff des ewigen Evangelii von der Wiederbringung aller Dinge, die er dem Theologen Johann Franz Buddeus widmete. Diese Schrift im Sinne seines Vorbilds Johann Wilhelm Petersen wurde in Mecklenburg Opfer der Zensur und beschlagnahmt. Sie löste eine Reihe kontroverser Erwiderungen aus. Gerhard blieb nichts anderes, als das Land zu verlassen; seine letzten Lebensjahre verbrachte er ab 1728 im holsteinischen Altona.